# დ
დ（グルジア語: დონი、/dɔnɪ/）は、現行のグルジア文字の4番目の文字である。

## 使用
ジョージア語では有声歯茎破裂音[d]を表す。記数法では数値4を表す。
ジョージア国内のラズ語でも使用されている。トルコ国内で使用されているラズ語ラテン・アルファベットの「D」に対応する。アブハズ語（1937年から1954年まで）およびオセット語（1938年から1954年まで） のグルジア文字表記法でも使用されていたが、現在はキリル文字が主に使われ、「Д」と記される。
ジョージア語のラテン文字化では「D」と記す。グルジア語の点字では記号⠙（U + 2819）となる。

## 字形
| アソムタヴルリ | ヌスフリ | ムヘドルリ | ムタヴルリ | ムヘドルリの変体 |
| -------------- | -------- | ---------- | ---------- | ---------------- |
|                |          |            |            |                  |

## 符号位置
| 文字 | Unicode | JIS X 0213 | 文字参照          | 備考           |
| ---- | ------- | ---------- | ----------------- | -------------- |
| Ⴃ    | U+10A3  | -          | &#x10A3; &#4259;  | アソムタヴルリ |
| ⴃ    | U+2D03  | -          | &#x2D03; &#11523; | ヌスフリ       |
| Დ    | U+1C93  | -          | &#x1C93; &#7315;  | ムタヴルリ     |
| დ    | U+10D3  | -          | &#x10D3; &#4307;  | ムヘドルリ     |